# Чач
Чач (*610 —671) — засновник Брамінської династії, магараджа Сінда у 632–671 роках.

## Життєпис
Походив із заможної й впливової брагманської родини. Завдяки цьому зробив швидку кар'єру — замолоду зайняв посаду міністра при магарджі Рай Сахаші II. Після смерті останнього у 632 році (за деякими відомостями його було отруєно) Чач одружився з удовою Рая. На цій підставі він захопив трон Сінду. При цьому йому довелося хитрістю вбити брата Рая Сахаші — рана Махаратхі.
Під час перебування на троні Чач багато часу присвятив зміцненню державної влади, приборкавши племена джат і лохана. Вслід за цим розбив та приєднав до своїх володінь землі незалежних раджів у Брахманабаді та Мултані. Зрештою зумів дійти до Кашміру, де на знак встановлення кордонів держави посадив чинару та деодар (гімалайський кедр).
Зміцнивши кордони на сході, Чач звернув свої зусилля проти послабленої держави Сасанідів, пограбував Кандагар, проте не зміг його приєднати до Сінду.
У 644 році Чач вперше зіткнувся з арабами, які підкорили на той час Персію. Водночас Чач підкорив Макран (частина сучасного Белуджистану), перемігши арабів. У 663 році було завдано поразки арабському війську при Боланському перевалі, після цього до самої смерті Чач відчував себе впевнено на троні. Після його смерті у 671 році трон наслідував його брат Чандар.